# جان سوزا
جان سوزا (انگلیسی: John Souza; ۱۲ ژوئیهٔ ۱۹۲۰ – ۱۱ مارس ۲۰۱۲) بازیکن فوتبال پرتغالی‌تبار اهل ایالات متحده آمریکا بود.
وی همچنین در تیم ملی فوتبال ایالات متحده آمریکا بازی کرده‌است.